# Ersilio Cerone
Ersilio Cerone (Avezzano, 20 febbraio 1962) è un allenatore di calcio ed ex calciatore italiano, di ruolo difensore.

## Carriera

### Giocatore
Cresciuto nell'Avezzano Calcio dove debutta nel 1979 tra i professionisti, nel 1980 passa all'Avellino in Serie A senza però scendere mai in campo. Dal 1981 al 1984 gioca con il Pescara in Serie B e Serie C1. Nel 1984 passa alla Triestina dove comincia un sodalizio che durerà per dieci stagioni. Nel 1994 torna all'Avezzano dove nel 1997 chiude la carriera da professionista. Dopo alcune stagioni nelle categorie dilettantistiche abruzzesi inizia la sua carriera di allenatore.
In Serie B ha giocato in totale con Pescara e Triestina 311 partite segnando 37 gol in dodici stagioni.

### Allenatore
Inizia la sua carriera da allenatore nel 2002 a Montereale con la formazione abruzzese di Promozione. Del 2003 al 2005 guida la squadra di Luco dei Marsi in Eccellenza. Nel 2005 allena l'Avezzano in Serie D per approdare poi l'anno seguente nella Torres al posto di Maurizio Costantini. Nel 2007 subentra a settembre alla guida della formazione molisana dell'Olympia Agnonese in Serie D. Nel luglio 2009 ottiene presso il centro tecnico federale della FIGC a Coverciano il patentino per allenare in A e B. Nel dicembre 2009 affianca Gianluca Grassadonia alla guida della Salernitana. Con l'esonero del giovane tecnico salernitano, Cerone si ritrova a guidare da solo la squadra campana. Chiuderà la stagione con l'ultimo posto in classifica e il record negativo di punti ottenuti nel campionato cadetto. L'anno successivo gli è affidata la panchina del Giulianova in Lega Pro Seconda Divisione, ma viene esonerato poco dopo la fine del girone di andata.
Nel 2022 ha assunto il ruolo di direttore tecnico del Pucetta Calcio, formazione di Avezzano militante in Promozione. Dal 2023 è responsabile delle giovanili del Tagliacozzo.

## Palmarès

### Giocatore
- Coppa Italia Serie C: 1

Triestina: 1993-1994
- Campionato italiano Serie C2: 1

Avezzano: 1995-1996 (girone C)